# ویلیام دوبل
سِر ویلیام دُوبِل (انگلیسی: sir William Dobell؛ ۲۴ سپتامبر ۱۸۹۹ – ۱۳ مهٔ ۱۹۷۰) مجسمه‌ساز و نقاش اهل کشور استرالیا بود.